# Volcán Ilamatepec
El Volcán Ilamatepec o de Santa Ana , cuyo nombre indígena proviene del idioma náhuat y significa: 'Cerro de la anciana', es un estratovolcán ubicado en el departamento de Santa Ana que tiene una elevación de 2.381 m s. n. m.; por lo que es el volcán más alto de El Salvador. Sus últimas erupciones ocurrieron en 1904, en 1920 y en 2005.Según el Índice de explosividad volcánica este volcán es nivel 3 de 8.
Forma parte del complejo Los Volcanes en la cordillera de Apaneca, dentro de un bosque nuboso montañoso tropical, en una región cafetalera a unos 65 kilómetros al oeste de la capital. Las principales actividades de la región son la agricultura y el turismo.
En el mes de agosto de 2005 presentó la actividad típica de muchos volcanes previa a una erupción. El sábado 1 de octubre de 2005 a las 8:00 (GMT-6) hora local, hubo una explosión en la que el volcán expulsó por los cielos ceniza y rocas. Asimismo, un alud de agua caliente comenzó a descender del cráter matando al menos dos personas y forzando la evacuación de la zona de San Blas.

## Oronimia
Durante la época de la colonia, el volcán de Santa Ana fue conocido con los nombres de Volcán de los Izalcos, Volcán de Fuego, y Volcán de Sonsonate.

### Ilamatepec
En 1869 licenciado Manuel Fernández en su obra Bosquejo físico, histórico y político de la República del Salvador mencionó que su nombre indígena era Lamatepec y le dio el significado erróneo de 'cerro padre'; más adelante en 1892 el doctor Santiago Barberena en su Descripción Geográfica y Estadística de la República de El Salvador lo menciona como Amatepeque, pero en su artículo del periódico La Quincena de 1905 rectifica y menciona que su nombre es Ilamatepec que proviene del náhuat y que  significa 'el cerro de la anciana' o 'montaña de la anciana'. Sin embargo, de acuerdo al historiador Jorge Lardé y Larín: «no hay documento auténtico alguno en que conste que su nombre indígena haya sido Lamatepeque, Amatepeque o Ilamatepeque».

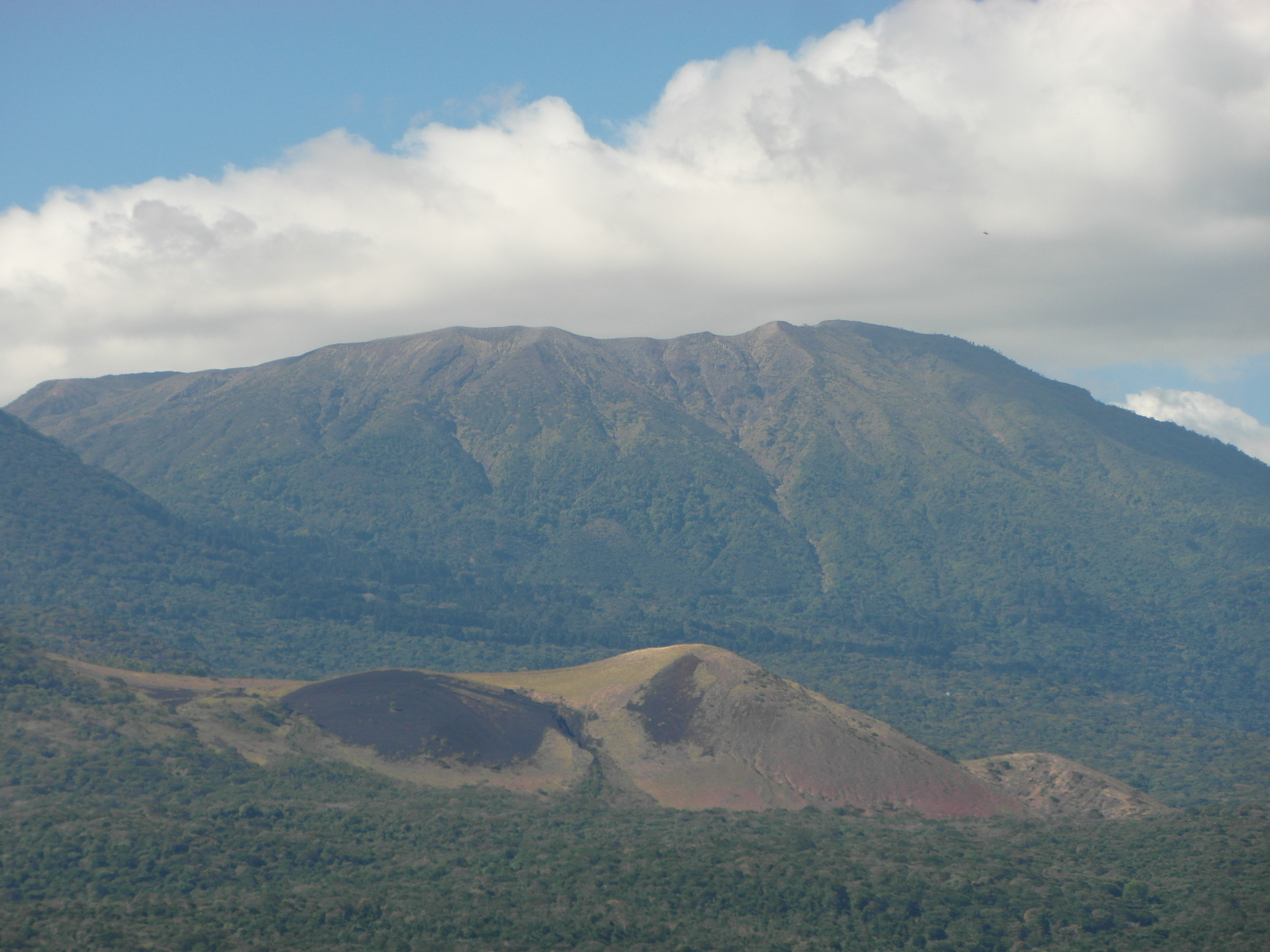
Ilamatepec a la distancia

## Ubicación
Pertenece al Área de Conservación y Reserva de Biosfera Apaneca-ilamatepec, certificada por UNESCO en septiembre de 2007, se ubica entre los municipios de Santa Ana y Chalchuapa, del Departamento de Santa Ana

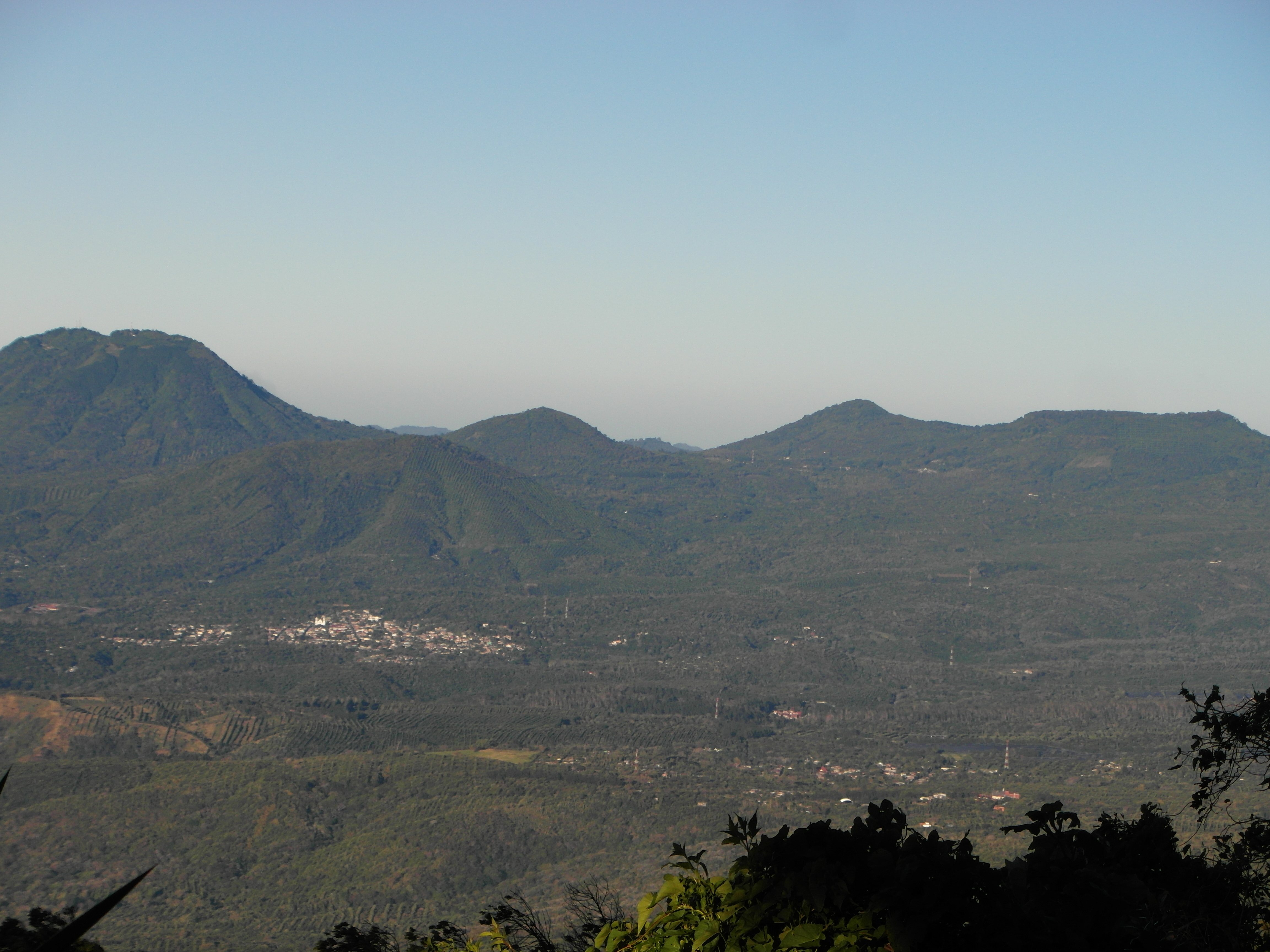
parte de la sierra Apaneca - Ilamatepec

El volcán como parte del complejo Los Volcanes tiene la característica principal que ver con la vinculación hidrogeológica de los tres volcanes: Izalco, Cerro Verde e Ilamatepec. Está formada por las porciones de San José Miramar, San Blas o Las Brumas,  Ojo de Agua del Venado, Los Andes, El Paraíso, Volcán de  Izalco, la Auxiliadora y el Cerro Verde.
Se ha establecido declaratoria para San Blas, Volcán Izalco, sus lavas y San José Miramar. Posee Plan de Manejo aprobado y de obligatorio cumplimiento desde el 2006. Presenta paisajes espectaculares,  volcanes activos, tres ecosistemas diferentes y es parte de la ecorregión de Bosques Montanos de Centroamérica. Tiene un potencial turístico de bajo impacto hasta visitaciones masivas y posee sitios con capacidad de infiltración y recarga acuífera con bosques en formación como sucesión primaria sobre colada volcánica.

## Entorno e historia geológica
Dentro de la cordillera Apaneca-Ilamatepec, el volcán de Santa Ana hace parte de un complejo volcánico, conocido como complejo volcánico de Santa Ana, que se extiende a lo largo de un sistema de fisuras de 20 kilómetros, desde cerca del área urbana de Chalchuapa (al norte noroeste del volcán) hasta el volcán San Marcelino y cerro La Olla al suroeste del volcán de Santa Ana. Este complejo volcánico se encuentra en el límite sur del Graben Central (una depresión tectónica que corre de este a oeste a lo largo del país) y es parte del arco volcánico centroamericano; siendo dichas estructuras geológicas resultado de la subducción oblicua de la placa de Cocos bajo la placa del Caribe.
El complejo volcánico tiene por principales centros eruptivos los estratovolcanes de Santa Ana, Izalco y la caldera del lago de Coatepeque; teniendo cada uno de ellos su propio sistemas de tuberías de magma alimentados por una cámara de magma parental común situado en lo profundo.
Dentro del complejo volcánico hay un grupo de accidentes volcánicos secundarios que comparten el sistema de tuberías del volcán de Santa Ana. Entre ellos, se encuentran hacia el sureste conos parásitos como el Cerro Verde, el volcán San Marcelino (formado por tres conos alineados hacia el suroeste y que desde el más norteño son: San Marcelino, también conocido como San Andrés o Cerro Quemado; cerro el Chino; y el cerro la Olla), El Astillero o Cangrejo, y El Conejal; y hacia el noroeste cráteres de explosión como la Laguna Cuzcachapa, la Laguna Seca (ambas por el área urbana de Chalchuapa), El Pozo y Plan del Hoyo, y los conos de escoria del cerro El Duraznillo, Las Cruces, El Retiro (que tiene tres cráteres, de los cuales el más sureño es llamado El Perol), la Montañita, Tamagastepeque, y Malacara (también conocido como Ayeco o Bosquelia).
La historia geológica del complejo volcánico iniciaría a finales del Mioceno e inicios del Plioceno con los volcanes que hace aproximadamente 400 mil años formarían la caldera Chilamatal (cuyos remanentes de parte de su lado oriental se encuentran por Ciudad Arce) en la edad del Chibaniense del Pleistoceno; los estratos de esos volcanes hacen parte de lo que en la geología salvadoreña se conoce como formación Bálsamo, mientras que los de la Caldera Chilamatal (incluyendo los de su formación) hacen parte de la formación Cuscatlán. A partir de ahí, desde el Pleistoceno hasta el presente (desde los estratos de la formación Cuscatlán hasta los de la formación San Salvador, que empezó a depositarse en el Pleistoceno superior), el magmatismo se desplazó progresivamente hacia el mar desde Coatepeque (tanto los volcanes que formaron la caldera como los de la propia caldera, cuya última gran erupción fue la erupción Conacaste ocurrida hace aproximadamente 51 mil años) a Santa Ana hasta Izalco (surgido en 1770 y que se mantuvo en actividad constante hasta 1966). Los conos de escoria o cráteres de explosión ubicados hacia el noroeste estuvieron activos hasta por lo menos el 300 a. C.; mientras que los conos parásitos del suroeste estuvieron activos más recientemente, siendo la última erupción del volcán San Marcelino en 1722 (la cual dejó un depósito de ceniza conocido como Teixcal que se extiende por sus lados norte y noreste, y que destruyó la población de San Juan Tecpa en el valle de Zapotitán).

## Biodiversidad
Flora: Se reportan más de 125 especies de árboles que están presentes en los ecosistemas: Bosque Tropical Siempre Verde Latifoliado Altimontano. Páramo Altimontano y Flujo de lava con escasa vegetación. Predominando las especies depalo de cera, pinabete,  sapuyulo o especies propias de la lava como líquenes, licopodios, gramíneas y agaves; orquídeas de diferentes especies y bromelias conocidas como gallitos. En el páramo existe un grupo de especies únicas en el país; se caracterizan por presentar hojas anchas y achatadas o suaves debido a la presencia de pelos, estas especies se adaptan a los gases sulfurosos y fuertes vientos que ocurren en el volcán.  Aproximadamente existen 134 hectáreas de plantaciones de ciprés que fueron introducidas por los antiguos propietarios.
Fauna: Entre los mamíferos se encuentran: coyotes, zorro espín, venado, tigrillo. Aves: gavilán cola corta, halcón de monte y águila negra entre otras. Es una de las pocas áreas naturales donde se han realizado monitoreo de aves, mamíferos, anfibios, reptiles.
Servicios ecosistémicos y atención a visitantes: Cuenta con dos centros de visitación en los sectores de San Blas y Los Andes. Posee instalaciones para alojamiento de investigadores, turistas, áreas de acampar, salón de usos múltiples, miradores y senderos para caminatas que conducen al Cráter volcánico y área para fogata. Entre los servicios ecosistémicos cabe mencionar el abastecimiento de agua a las comunidades, la belleza escénica, la recreación y el turismo.

## Clima

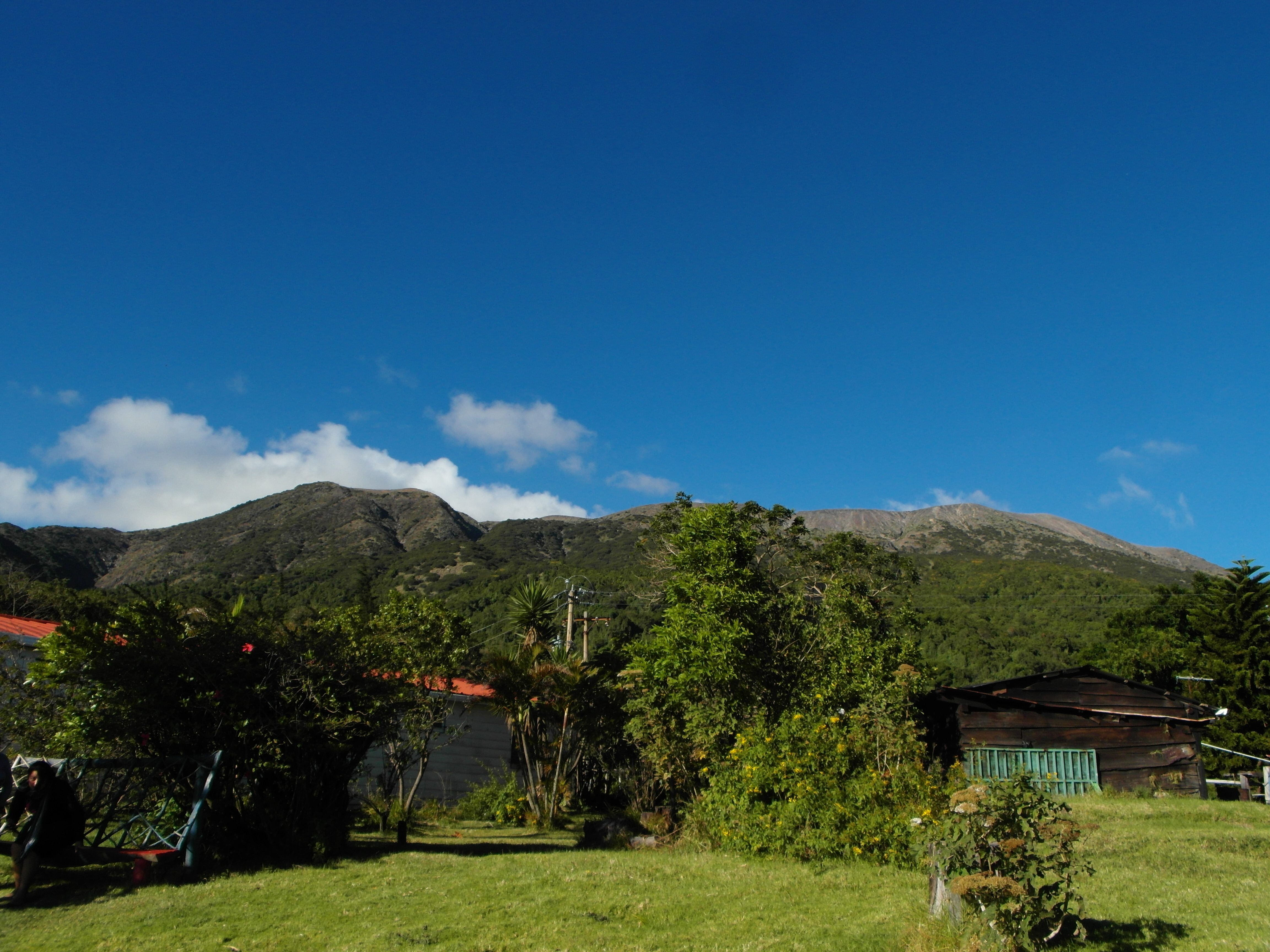
Ilamatepec a la proximidad

El clima es fresco, en promedio ronda los 6 °C a 8 °C, aunque puede variar bruscamente a un ambiente más cálido, este cambio depende en gran medida a la luz solar.  Al principio o final del día, como cuando hay presencia de nubes, la temperatura desciende, al igual que con el viento. Un día normal, se puede disfrutar de un clima entre 16 °C a 24 °C. En los meses de mayo a octubre llueve copiosamente, por lo que se recomienda acampar en los meses restantes.

## Turismo
Para los amantes de las caminatas al aire libre y los bellos paisajes, se permite el ascenso al cráter del ilamatepec y las cumbres de los otros Volcanes.
Estación de Guardaparques sector San Blas. Parque Nacional Los Volcanes. El Salvador.

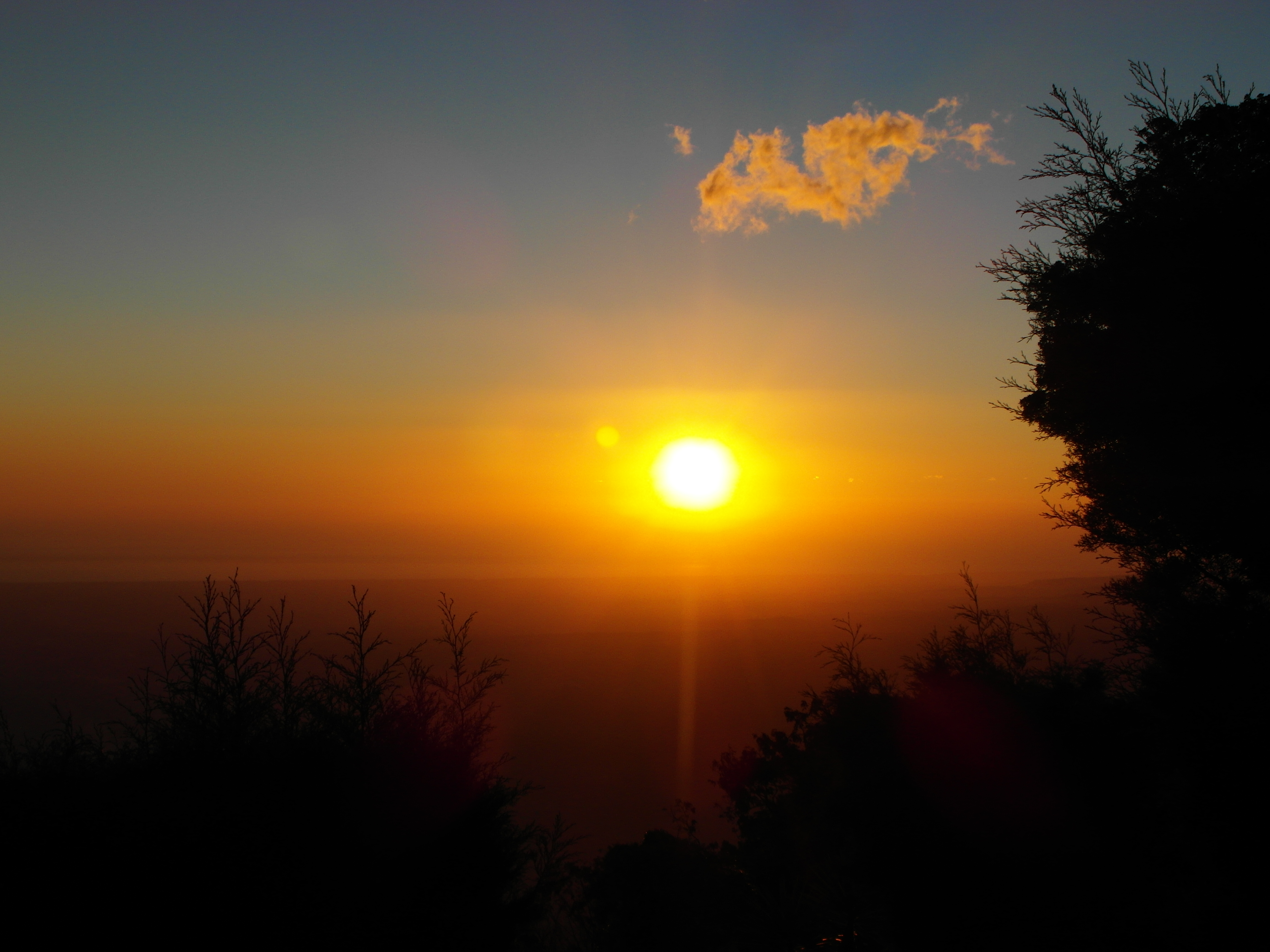
una puesta del sol desde el Ilamatepec

El parque nacional Los Volcanes cuenta con tres accesos habilitados para turistas: 
1. El Sector parque Natural Cerro Verde, de fácil acceso por carretera pavimentada (Carretera a Cerro Verde).
Desde ahí inicia la salida al volcán de Santa Ana en horario de las 9am con salida única también agregar que para ir al volcán Ilamatepec o Santa Ana pues tiene un costo, uno es el servicio del guía y el costo por este es de 3$ por persona y el otro es el pago por ingresar al ANP sector San Blas para subir el volcán y el costó de este es de 3$ nacional o residente y 6$ si es persona extranjera. 
Posee un turicentro administrado por el Instituto Salvadoreño de Turismo, senderos, orquidario, miradores, cafetería, guías locales y un hotel de montaña conocido como casa 1800. Desde aquí se organizan las caminatas a los otros volcanes como el de Izalco en salida de 10:45am con escolta de policía de turismo. 
2. El Sector San Blas, con acceso vehicular a través de 200 metros de una derivación de tierra y piedra, 11 kilómetros después del desvío al Cerro Verde, cuenta con una estación de guardaparques, cafetería, cabañas tipo “mochilero” y una versión más confortable tipo iglú. Desde aquí parten senderos hacia las cumbres de los tres volcanes. 
3. El Sector Los Andes, 6.5 km por calle de tierra (se requiere 4x4) desde la Carretera a Cerro Verde (8.4 kilómetros después del desvío), es el más privado, con estación de guardaparques, centro de visitantes, infraestructura para capacitaciones y eventos; estación biológica, áreas de campamento y almuerzo debidamente equipadas, orquidario, comedor, albergue ecológico tipo “deckcamping” y sendero al cráter de Santa Ana.
Existen muchos lugares que ofrecen cabañas y campos para acampar, todo debe de a hacerse con previa reservación para evitar inconvenientes, les mostramos un video de una finca para acampar en el parque los volcanes, Vacaciones en el Parque Los Volcanes. El Salvador.
En general el clima es fresco. Como en el resto del país, los mejores meses para actividades de campo son mayo, junio, octubre, noviembre y diciembre; aunque una visita en cualquier otro momento también le resultará placentera. 
Por razones de seguridad las caminatas a las cumbres de los volcanes de Izalco y Santa Ana deben hacerse en compañía de guías locales y personal especializado; infórmese en las estaciones de guías, guarda-recursos y Policía de turismo. 

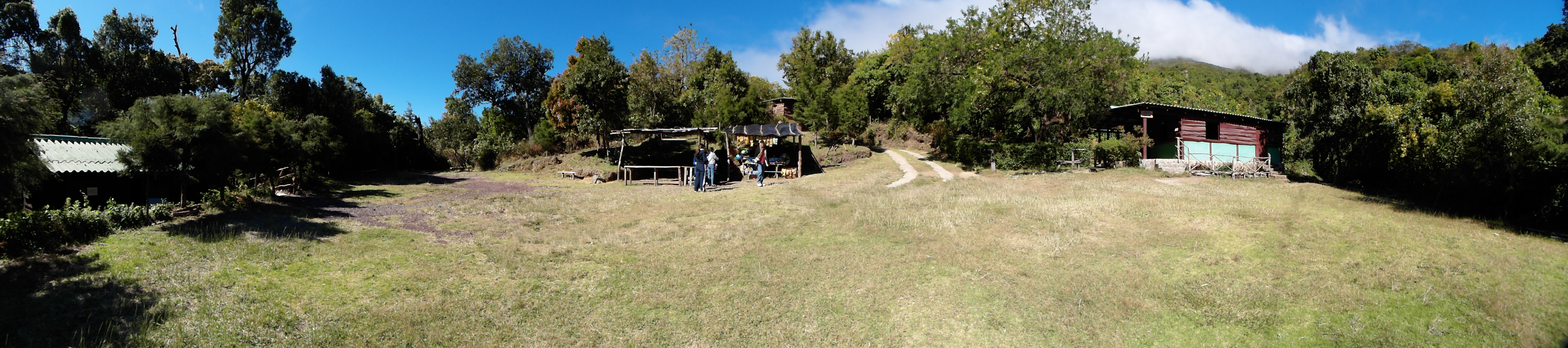
Estación de Guardaparques Sector San Blas

## Reglamento interno para el turismo en el Volcán como parte del parque nacional Los Volcanes

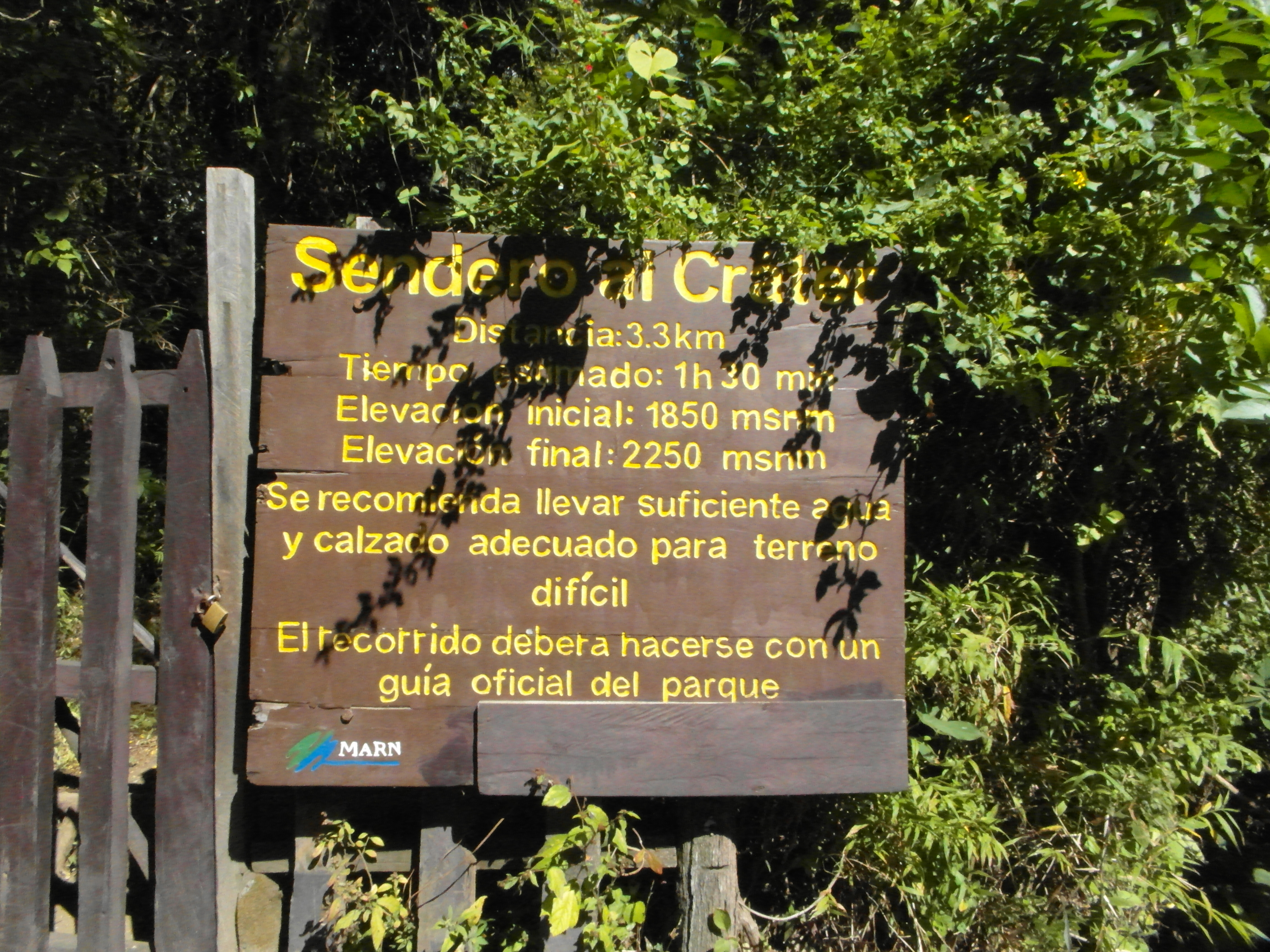
información de subida al cráter

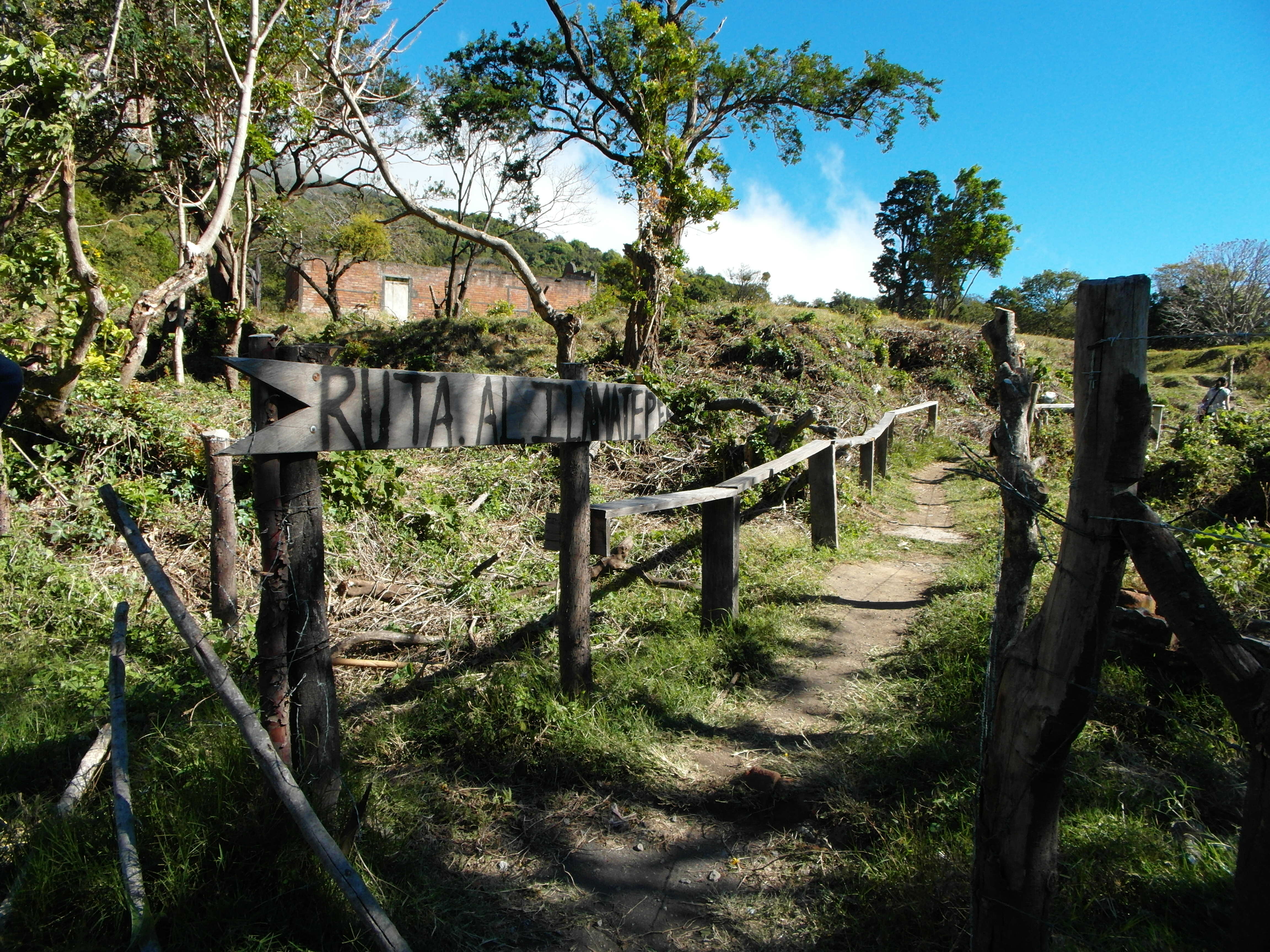
sendero al cráter del ilamatepec

- Existe un registro obligatorio en las casetas de entrada del Parque.
- El ingreso de bebidas embriagantes está prohibido, así como fumar dentro del Parque.
- Depositar la basura en bolsas plásticas, y retirarla del área.
- El uso de altavoces y bocinas de vehículos están prohibidas ya que afecta el comportamiento de la fauna silvestre.
- Si porta armas deberá dejarlas en la caseta de entrada.
- Atienda las sugerencias de los Guías y guardaparques, ellos están autorizados para aplicar la Ley de Áreas Naturales Protegidas.
- Es obligatorio ascender al cráter custodiado por agentes de POLITUR o Guías Turísticos.
- Hacer fogata y cocina solo se permite en los sitios indicados dentro del área natural.
- Manchar, calar o rallar rocas, árboles, hornillas, mesas, rótulos y cabañas no es permitido.
- Los visitantes y personas de las comunidades internas del Parque deben abstenerse de conducir bicicletas y motos, así como montar caballos o conducir ganado por las calles y senderos.
- Los Guardaparques decomisarán aparatos de sonido, armas de fuego, corvos, hondillas, bebidas embriagantes y mascotas.
- Hacer escándalos, quemar pólvora, gritar, tocar instrumentos musicales, encender aparatos de sonido o intimidar a terceras personas está prohibido.
- Debe tener precaución al conducir su vehículo, la velocidad máxima es de 10 kilómetros por hora en el caso del Sector Los Andes.